# Parodia (cactus)
Parodiaés un gènere de planta amb florss de la família Cactaceae, nativa dels vessants orientals dels Andes al nord-oest d'Argentina i al sud-oest de Bolívia i a les regions de la pampa de les terres baixes del nord-est de l'Argentina, el sud del Brasil, l'est de Paraguai i l'Uruguai. Aquest gènere té unes 65 espècies, moltes de les quals han estat transferides d'Eriocactus, Notocactus i Wigginsia. Van des de petites plantes globoses fins a cactus columnars alts de 1 m. Totes són profundament nervades i espinosos, amb flors individuals a la corona o prop de la seva. Algunes espècies produeixen offsets a la base. Són populars en cultiu, però s'han de cultivar a l'interior on les temperatures baixen de 10 C.

## Taxonomia
Espècies del gènere Parodia segons Plants of the World Online A partir del gener del 2023 separades en seccions segons Reto Nyffeler:
- Parodia alacriportana
- Parodia aureicentra
- Parodia ayopayana
- Parodia buiningii
- Parodia concinna
- Parodia erinacea
- Parodia fusca
- Parodia herteri
- Parodia leninghausii
- Parodia linkii
- Parodia magnifica
- Parodia mammulosa
- Parodia meonacantha
- Parodia microsperma
- Parodia nigrispina
- Parodia nivosa
- Parodia ottonis
- Parodia oxycostata
- Parodia procera
- Parodia saint-pieana
- Parodia scopa
- Parodia sellowii
- Parodia tenuicylindrica
- Parodia turbinata
- Parodia turecekiana
- Parodia warasii
- Parodia werneri